# عملات إتروسكانية

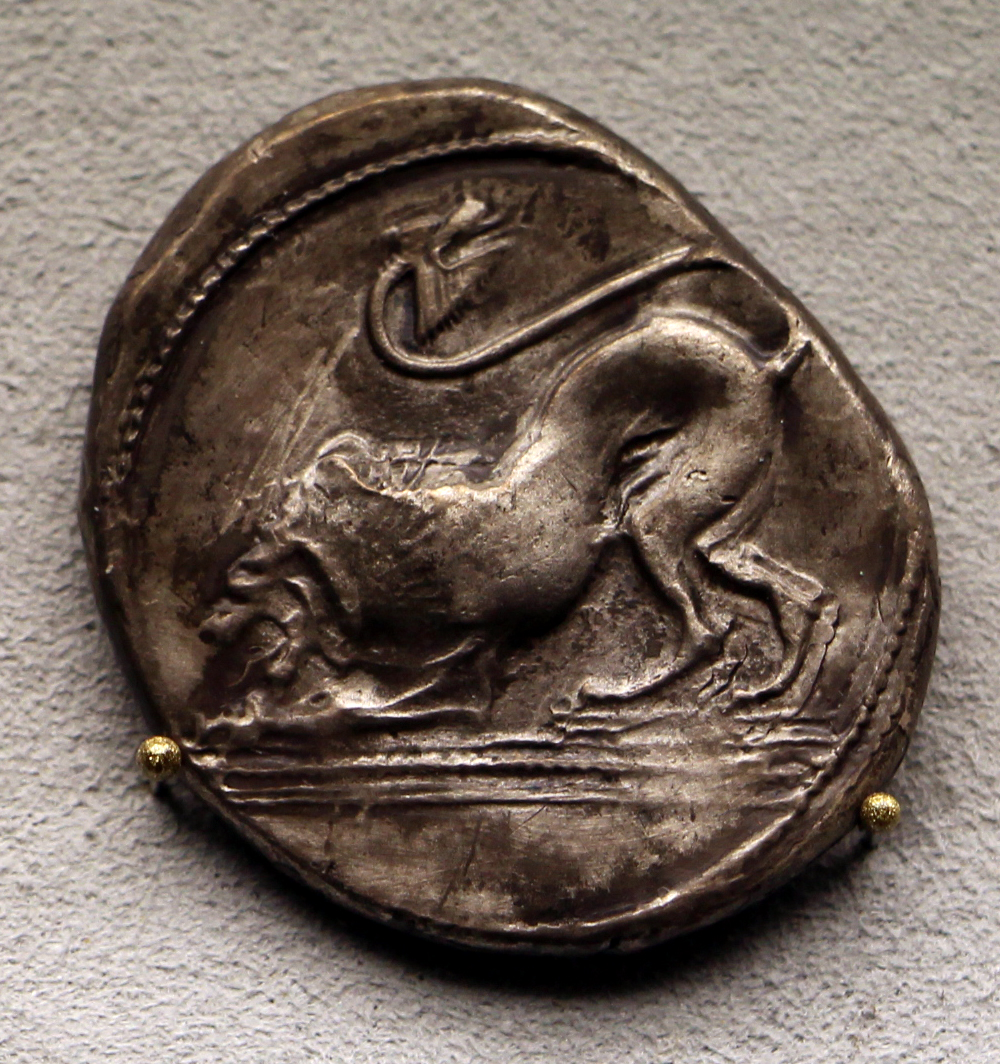
تريدراخما، القرن الخامس

مثل المصريين والفينيقيين والقرطاجيين، كان الأتروسكان بطيئين إلى حد ما في تبني اختراع العملة. الفترة القصيرة من سك العملات الأترورية، مع غلبة علامات القيمة[بحاجة لمصدر]، يبدو أنه مزيج يوفق بين نظامين نقديين مختلفين للغاية: الاقتصاد "البدائي" الذي يعتمد على وزن البرونز واقتصاد الآس جراف في وسط إيطاليا مع إصدارات الفضة والذهب المسكوكة من النوع اليوناني في جنوب إيطاليا والذي لا يوجد في إتروريا.[بحاجة لمصدر].

## تاريخ

### برونزي
| [[{{{image}}}\|alt=]] |

يمكن البحث عن أصل العملات البرونزية الأترورية في العملات الإيطالية الوسطى التي سبقت سكها، والتي كانت عبارة عن سبائك برونزية أو كتل وسبائك برونزية عادية، والتي جرى تداولها كعملة في جميع أنحاء إيطاليا منذ القرن الخامس قبل الميلاد على الأقل. بواسطة ق. 280 BC، كان وزن الليبرا أو الجنيه الروماني حوالي 325 جرامًا، مقسمًا إلى 12 أونسيا تزن حوالي 27 جرامًا و288 سكريبول تزن حوالي 1.13 جرامًا. العملات المعدنية المستديرة المصبوبة من فولتيرا، وتاركوينيا، بما في ذلك القضبان، ووادي شيانا مع أونسيا وشبه أونسيا المسبوكة المرتبطة به، كلها يرجع تاريخها بشكل مؤكد إلى القرن الثالث قبل الميلاد، بما في ذلك سلسلة من البرونز المصبوب على شكل بيضاوي ربما من فولسيني. يبدو أن هذه العملة المعدنية المصبوبة تعكس السلسلة الرومانية الواسعة. ويقدر تاريخ بداية عملات البرونز المصبوب بحوالي 280 قبل الميلاد، وقد انخفض وزنها تدريجيًا من ليبرالي إلى شبه ليبرالي عند اندلاع الحرب البونيقية الثانية حوالي عام 217 قبل الميلاد. وقد حدثت تخفيضات أخرى حتى أفسح البرونز المصبوب المجال للبرونز السدس المضروب في حوالي 214-212 قبل الميلاد، و قُدم الدينار الفضي بقيمة 10 أس مع كسوره، والكيناريوس (5 أس) والسسترتيوس (2 أس).1⁄2 -الحمير).
تعتبر سلسلتان كبيرتان من البرونز المضروب مع Populonia وVetulonia قريبتين من فترة ما بعد شبه الليبرالية الرومانية كمعيار يرجع تاريخه بواسطة كروفورد إلى حوالي 215-211 قبل الميلاد، ولكن قد يكون تاريخه أقدم. لم يكن الأتروسكان خائفين من التجربة، كما يتضح من حالة سلسلة من البرونز المضروب غير العادي مع عكسات مزخرفة، ربما من بوبولونيا وتستند إلى مائة وحدة (أو نظام مئوي) والتي قد تتوافق مع السداسية الرومانية المضروبة، من الناحية النظرية حوالي 54 غرام. هناك قضية أكثر إثارة للإعجاب من وجهة نظر مترولوجية وهي قضية أفسرها على أنها سلسلة مزدوجة القيمة عشرية/أونسية، ضربت بشكل زائد على البرونزيات شبه الليبرالية السابقة، في حين يبدو أن هناك قضية مماثلة، ولكنها أخف وزناً قليلاً، تحمل تعريفة /X أو 11 سنتيسماي، وكلاهما يعود إلى حوالي 200 قبل الميلاد.

### فضي
| فولاتيرا قبر Aes: دوبونديوس                     | فولاتيرا قبر Aes: دوبونديوس                                 |
| ----------------------------------------------- | ----------------------------------------------------------- |
|                                                 |                                                             |
| رأس جانيفورم يرتدي بيتاسوس مدبب                 | FELA-ODI (Etruscan Velathri) يتراجع حول النادي محاطًا بـ I-I |
| Æ دوبونديوس (257 ق.م). القرن الثالث قبل الميلاد |                                                             |

بصرف النظر عن كسور الفضة من نوع أوريول من أوائل القرن الخامس قبل الميلاد من كنز فولتيرا عام 1868، والتي ربما لم تكن من إنتاج إتروسكان، يبدو أن أقدم العملات الفضية المضروبة كانت تلك التي صنعها فولشي وبوبولونيا[بحاجة لمصدر]. من المعقول أن ننسب هذه الإصدارات الأولى من الدراخما الثلاثية، أو الدراخم، أو الاستاترات والدراخم إلى القرن الخامس، حيث يبدو أنها ضربت على معيار الدراخما الفضي "الخالدي" الذي يبلغ سعره نظريًا حوالي 5.8 جنيه إسترليني. جرامات، والتي كانت موجودة في أقرب جار يوناني لإتروريا، أي كوماي، والتي يرجع تاريخها إلى حوالي 475-470 قبل الميلاد وفي مدن يونانية أخرى مهمة للتجارة البحرية الإتروسكانية في أوائل القرن الخامس، مثل هيميرا وناكسوس وزانكل. تتميز العملات المعدنية بأنها على الطراز اليوناني، ولكنها ذات نكهة إتروسكانية وتتميز بميل إلى الصور "السحرية" للحيوانات الغريبة والوحوش التي تطرد الشياطين الشريرة. كما أن العجلات ذات الدعامات المنحنية لفولشي تذكرنا أيضًا ببعض العملات القبلية المقدونية التي تعود إلى القرن الخامس. هذه الإصدارات المبكرة نادرة ويبدو أنها لم تصدّر؛ فهي لا تحمل أي علامة على القيمة ولابد أن يكون توزيعها محدودًا[بحاجة لمصدر].
وقد نُسبت إلى لوكا بشكل مؤقت خلال الربع الأخير من القرن الرابع أو بعده مسألة إصدار عملات ديدراخمية فضية برأس ذكر محفور بشكل بدائي، وفقًا لمعيار وزن "خالسيدي" مماثل للعملات المعدنية غير المقومة لفولشي وبوبولونيا، ولكنها تحمل علامة القيمة 5. إنها تتوافق مع وحدة فضية واحدة تبلغ حوالي 2.25 جرام، ربما يمثل المعادل الفضي للبرونز أو الميزان، المشتق من الكلمة اليونانية litra. ربما تبع هذه الرؤوس الذكورية سلسلة فضية أكثر دقة في الإنتاج على شكل أخطبوط/أمفورا، والتي ضربت أيضًا وفقًا للمعيار "الخالديشي"، ولكن بوحدة قيمة مضاعفة تمامًا عن الأولى. العلامات ذات القيمة 20 و10 و5 تعطي وحدة فضية أو ما يعادل حوالي 1.13 جرام، أي ما يقرب من واحد من الرقائق الرومانية، وربما يمثل انخفاضًا في قيمة الوحدة البرونزية فيما يتعلق بالفضة[بحاجة لمصدر].
ربما كانت مدينة بوبولونيا أول مدينة إتروسكانية تضع علامة قيمة على عملاتها المعدنية، بعد ممارسة أنشئت بالفعل بحلول منتصف القرن الخامس في سيراكيوز وغيرها من دور السك الصقلية بالنسبة للكسور الفضية من الليترا، وفي أكراغاس، كانت العملات الفضية من فئة 5 ليترا تسمى ΠΕΝ للبنتاليترون وI لليترا. وُثّقَت سلسلة
ميتوس الأولى إلى النصف الثاني من القرن الخامس من خلال الحفريات الأخيرة في بريستينو، عبر إيسونزو، وهو التسلسل الزمني الذي اكد من خلال الاكتشاف اللاحق لقطعة نادرة مكونة من 5 وحدات من نفس السلسلة أثناء حفريات الحرم الأتروسكاني في أوائل القرن الرابع في جولاسيكا، من الطبقة الثالثة أ 2. يبدو أن معيار الوزن المستخدم هو ستاتر كورنثوس (أو ديدراخما أتيكي) بوزن نظري يبلغ حوالي 8.6 جرام، مقسمة إلى 10 و5 و21⁄2 وحدة يبدو أنها على معيار الليتر الفضي الصقلي 0.86 غرام[بحاجة لمصدر]. ربما كان إصدار عملات معدنية على المعيار "الكورنثي" الذي وثقت في كوماي، أقرب جار يوناني لإتروريا، يرجع تاريخه إلى حوالي 470-455 قبل الميلاد، قد قدم النموذج المتري لهذا الإصدار، والذي سميت بالرقم الإتروسكاني X (=10)؛ الكسور المرتبطة هي، V (= 5) وII < (=21⁄2 ).
السلسلة الفضية الثانية من ميتوس من بوبولونيا، ضخمة حسب المعايير الأترورية، مع علامة القيمة 20 و10 و5 وحدات، على نفس المعيار المتري مثل هرقل ومنفرا 20 وحدة، رأس ذكر وأنثى 10، ورأس ذكر 5، 21⁄5 و 1 وحدة، ومن خلال الارتباط المترولوجي، ترتبط بإصدارات ميتوس، رأس الأسد، برأس ذكر وأنثى من الذهب 50 إلى 10 وحدات. تشير الأدلة التي عُثر عليها من حفريات بونتي جيني دي أورينتينو إلى أن تأريخ هذه المرحلة بأكملها يعود إلى النصف الأول من القرن الثالث وقد يكون مرتبطًا بالحرب البونيقية الأولى. قد يتوافق قياس هذه المرحلة، مع علامات القيمة التي تضاعفت تمامًا عن تلك الموجودة في إصدار ميتوس الأول، مع مقدمة "المدرسة الإيطالية" المراوغة للديناريوس التي اقترحها بليني في عام 269 قبل الميلاد، حيث إنها على نفس المعيار تمامًا وتتوقع الديناريوس الروماني وأنظمة متعددة التي قُدمت خلال الحرب البونيقية الثانية في حوالي 212/211.
إن الإصدار الذي يصور فرس النهر مع علامات القيمة CC و C، المنسوبة مؤقتًا إلى لوكا، هو على نفس معيار الوزن مثل سلسلة ميتوس الثانية في Populonia (20 و 10 و 5 وحدات)، ولكن عُبر عن الوحدات العشر برقمين خمسة (CC).

### ذهب
| [[{{{image}}}\|alt=]] |

سلسلة ذهبية مذهلة ذات قيمة فنية عالية ربما من فولسيني تحمل علامات القيمة 20 و 5. إن القطعة الفريدة من نوعها التي تحمل رأس أبولو/ثورًا مهيبًا يمشي على شكل 20 وحدة تذكرنا بالإصدارات البرونزية للمستعمرات اللاتينية في إيسيرنيا، وكاليس، وكومبولتاريا، وسويسا أورونكا، وتيانوم في كامبانيا والتي يعود تاريخها إلى منتصف القرن الثالث قبل الميلاد. تذكرنا العملة المعدنية ذات الخمس وحدات والتي تحمل صورة كلب يركض على الوجه الخلفي بالعملة البرونزية التي تحمل صورة رأس ذكر/كلب يركض من وادي شيانا والتي يعود تاريخها إلى القرن الثالث الميلادي. هذه سلسلة معزولة بوحدة ذهبية تبلغ حوالي 0.225 جرام، مما يضعها قبل إصدار الذهب الرئيسي لشركة بوبولونيا بوحدة ذهبية تبلغ 0.056 غرامات صدرت في أوائل القرن الثالث، وربما كانت مرتبطة بتدخل روما في وقت تمرد العبيد في فولسيني في 265/4.

## الأدب
- أأ. ت.ف. : Convegni del Centro Internazionale di Studi Numismatici di Napoli : "Contributi introduttivi allo studio della monetazione etrusca. Atti del V Convegno, Napoli 1975 ", Istituto italiano di numismatica, Roma, 1977
- ألبرتو كامبانا: CNIA ( Corpus Nummorum Italiæ Antiquæ ) نُشرت في المراجعة Panorama Numismatico
- كيث ن. روتر. العملات اليونانية في جنوب إيطاليا وصقلية . لندن، سبينك، 1997.(ردمك 0-907605-82-6)رقم الكتاب الدولي المعياري 0-907605-82-6
- سارة سوردا: أنا ripostigli di brotostorici dell'Italia Centrale ، في AA. ت.ف. :"أتيت من اللقاء الخامس".
- تومسون م.، موركهولم أو.، كراي سي إم (المحررون): جرد كنوز العملات اليونانية ( IGCH )، نيويورك، 1973
- إيتالو فيتشي: العملات الأترورية. الجزء الأول. مجموعة من عملات راسنا، بالإضافة إلى تعليق تاريخي واقتصادي على الإصدارات (الذهب والفضة والبرونز) من دور سك النقود في كوزا، ولوكا (؟)، وبيزا (؟)، وبوبولونيا، ووسط إيطاليا غير المؤكد، وفيتولونيا، وفولسيني (؟)، وفولسي (؟) ودور سك النقود غير المحددة، من القرن الخامس إلى القرن الثالث قبل الميلاد ؛ ميلانو 2012،(ردمك 978-88-87235-76-0)
- إيتالو فيتشي، العملة الإيطالية المصبوبة. فهرس وصفي للعملات المعدنية المسبوكة في روما وإيطاليا . لندن LAC 2013. غلاف مقوى بحجم ربع بوصة، 84 صفحة، 92 لوحة.(ردمك 978-0-9575784-0-1)رقم الكتاب الدولي المعياري 978-0-9575784-0-1

### المزيد من النصوص
- جيمس ميلينجن : اعتبارات حول العملات المعدنية في إيطاليا القديمة . فلورنسا، 1841، (ملحق 1844).
- فرانشيسكو كاريلي : Numorum Italiae veteris Tabulae CCII ، أد. كافيدوني، 1850.
- Luigi Sambon : Recherches sur les monnaies de la presquíle italique منذ أصلها حتى في معركة Actium . نابولي، 1870.
- فيلهلم ديكي : البحوث الأتروسكية ، هيفت الثاني. 1876.
- رافائيل جاروتشي : Le monete dell'Italia antica. فتيل النقود، مخروط النقود . روما، 1885. (لم يكن لديك ristampa anastatica:(ردمك 88-271-0110-1) ).
- تيودور مومسن : Die Geschichte des römische Münzwesen - برلين 1860. ترجمة فرنسي : Histoire de la monnaie romain . باريس 1865. (إعادة طبع جراتس 1956. إعادة طبع فورني 1990)
- هاينريش دريسل : Zeitschrift für Numismatik ، الرابع عشر، 1887.
- روبرت سيمور كونواي ، اللهجات الإيطالية. كمبريدج، 1897.
- إرنست جوستوس هايبرلين ، Die Systematik des ältesten Römischen Münzwesens. برلين، 1905.
- إرنست جوستوس هيبرلين، Die jüngste etruskische und die älteste römiche Goldprägung، Z. f. ن.، السادس والعشرون. 229 وما يليها
- كيرت ريجلينج ، Zum älteren romischen und italischen Münzwesen. كليو، ب. السادس، المجلد 3، 1906.
- إيتالو فيتشي ، العملة الإيطالية المصبوبة. فهرس وصفي للعملات المعدنية المسبوكة في روما وإيطاليا. لندن 2013. غلاف مقوى بحجم ربع بوصة، 72 صفحة، 87 لوحة.(ردمك 978-0-9575784-0-1)رقم الكتاب الدولي المعياري 978-0-9575784-0-1

### المجموعات
- Sylloge Nummorum Graecorum - جمعية النقود الأمريكية

قالب:Etruscansقالب:Historic Italian currency and coinage